# Emma Hanssenová
Emma Hanssenová (nepřechýleně Emma Hanssen; 26. května 1881 – 10. února 1972) byla norská fotografka.

## Životopis
Od roku 1902 se učila u fotografa Karla Aspaase v Trondheimu a po jeho smrti v roce 1909 převzala jeho fotoateliér – společnost se tehdy jmenovala „Aspaass Eftf.“ Studio, které se nacházelo na adrese Nordre gate, založil G. W. Wellin v roce 1895. Když byl v roce 1915 zbořen dům, kde fotoateliér sídlil, Emma Hanssenová se přestěhovala do Levangeru. V roce 1923 se přestěhovala do Skarnes.
Emma Hanssenová je pohřbena na hřbitově Vår Frelser v Oslu. Na náhrobku je použit titul Fotograf.

## Galerie

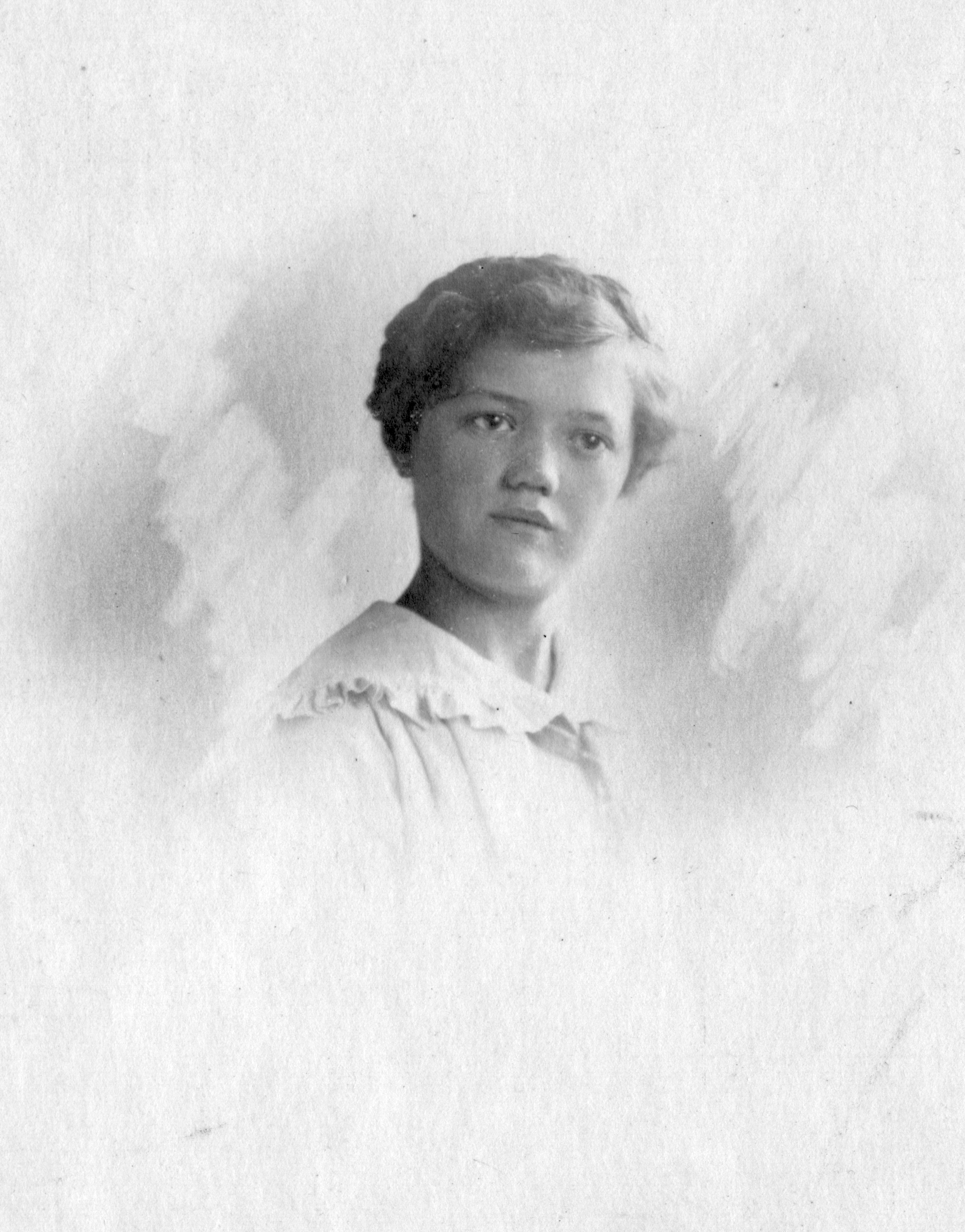
Dagny Wåden
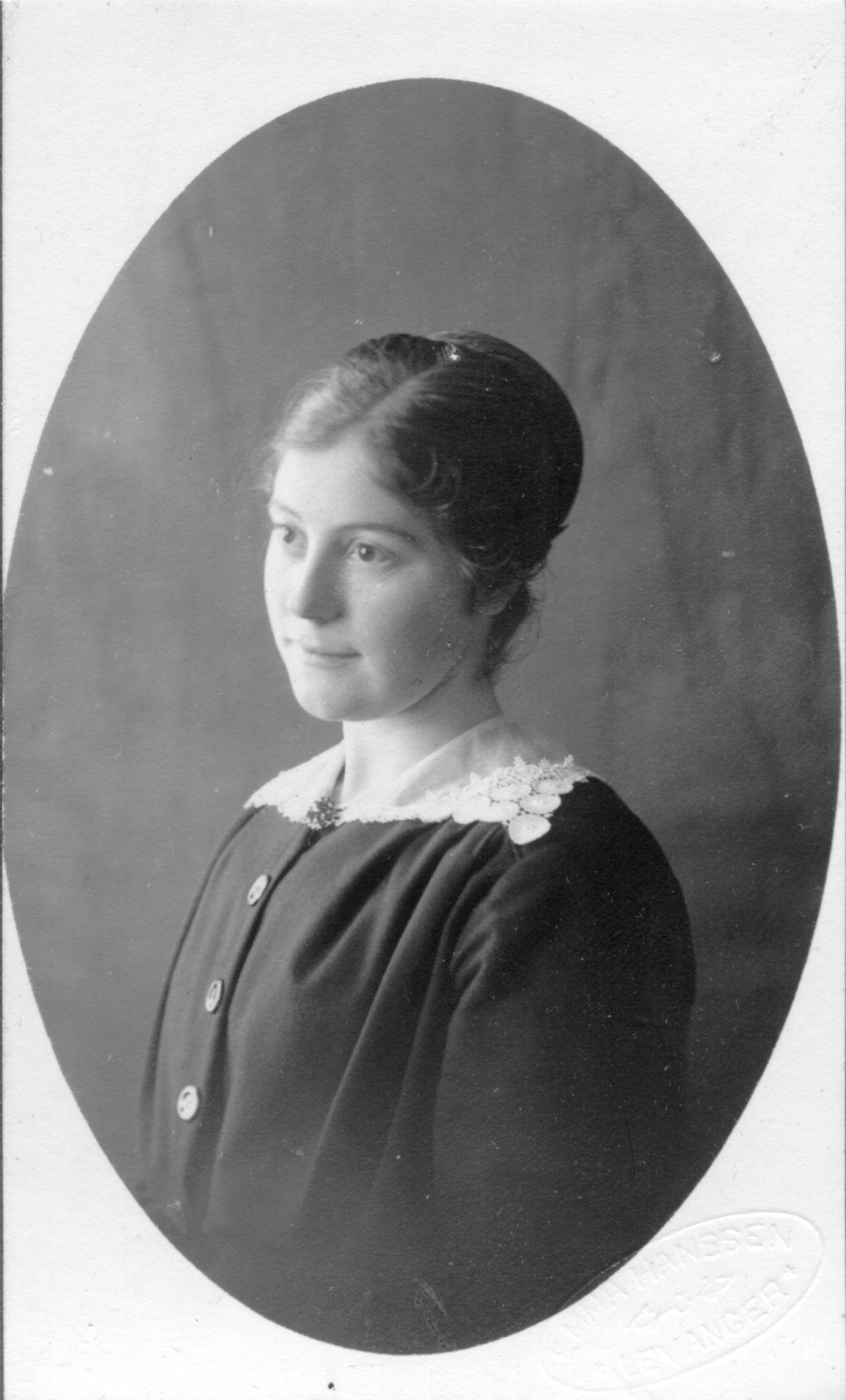
Jodine Sundal
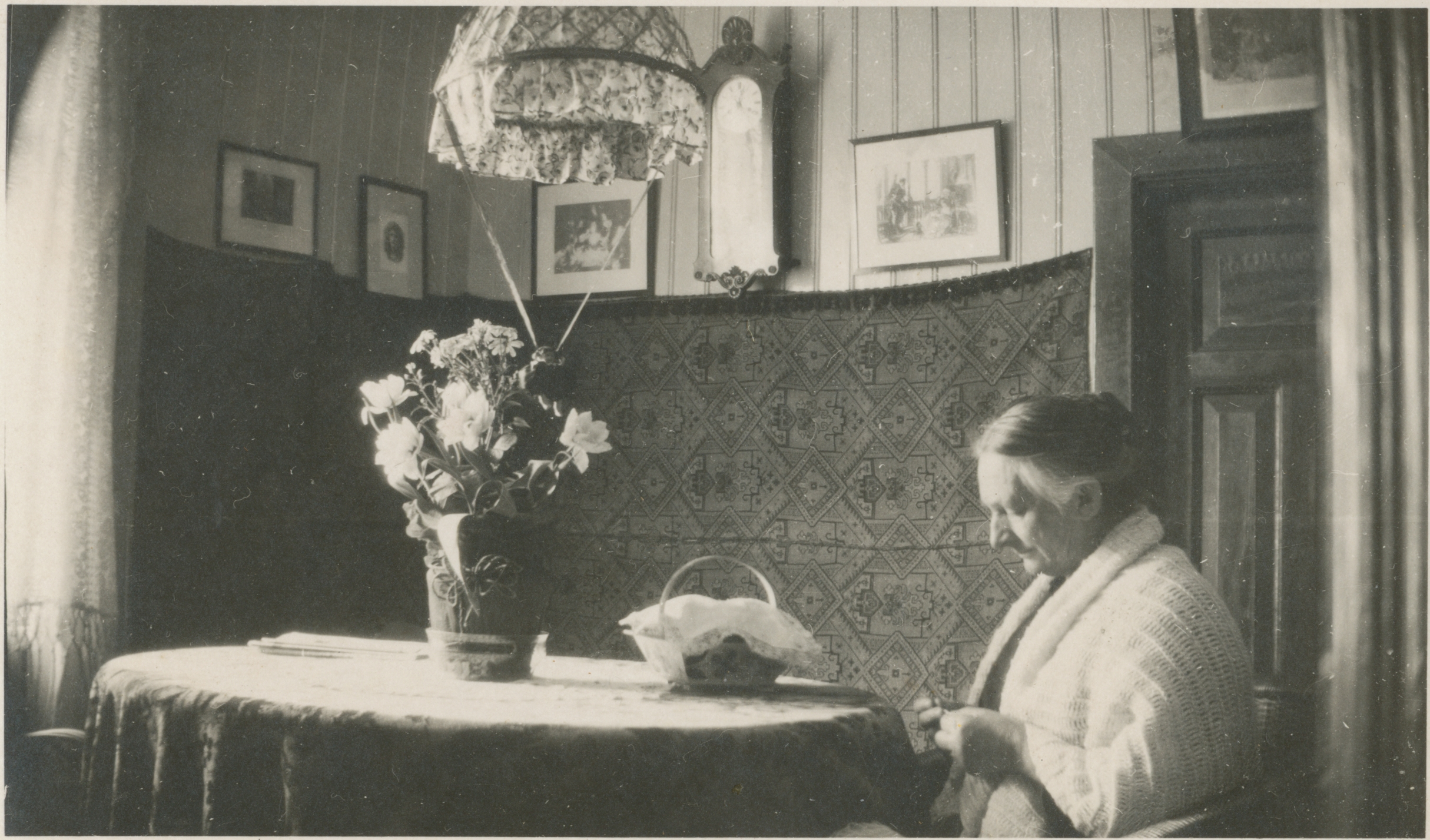
Grethe N. Hanssenová
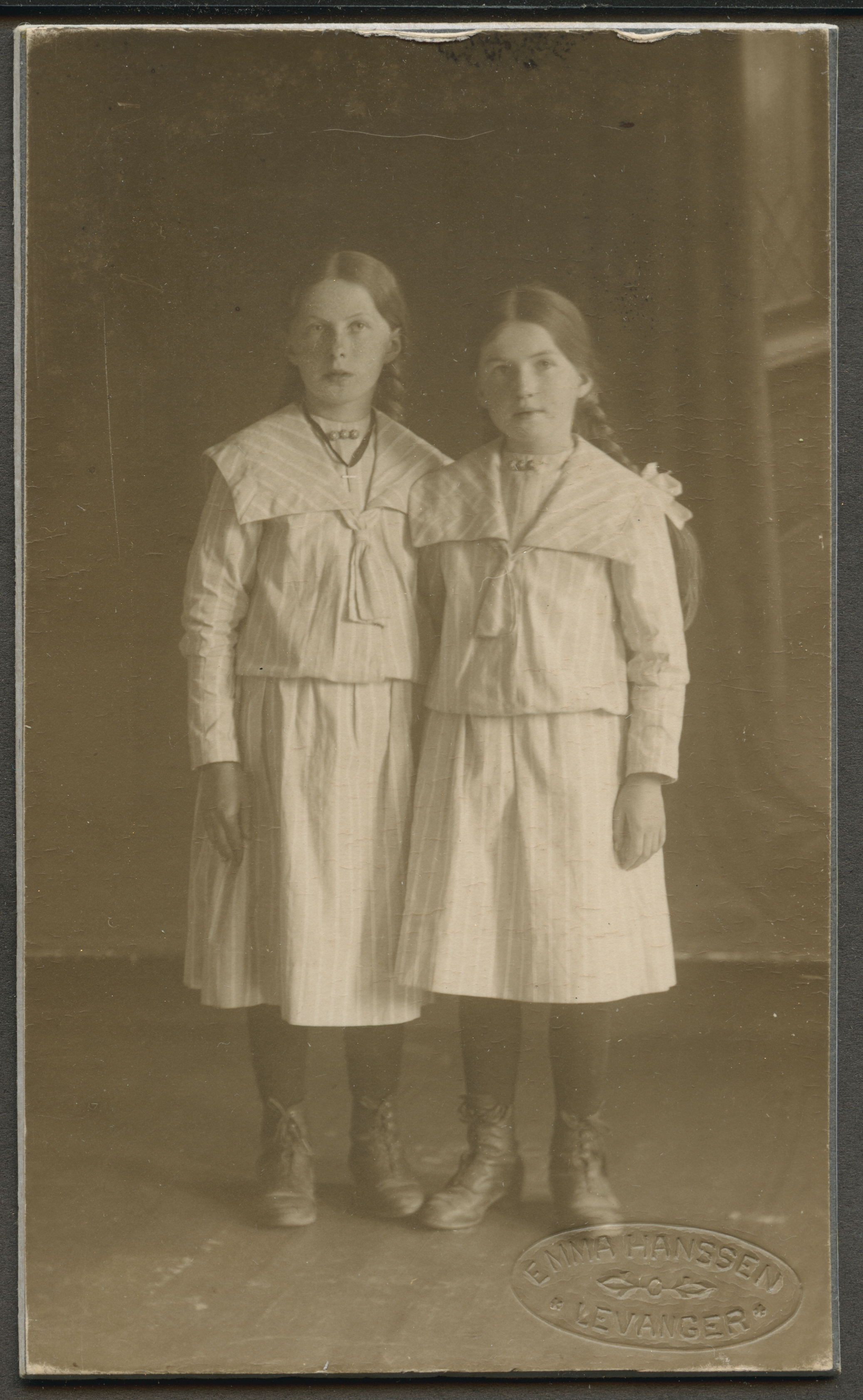
Jorunn a Jorid Fossing
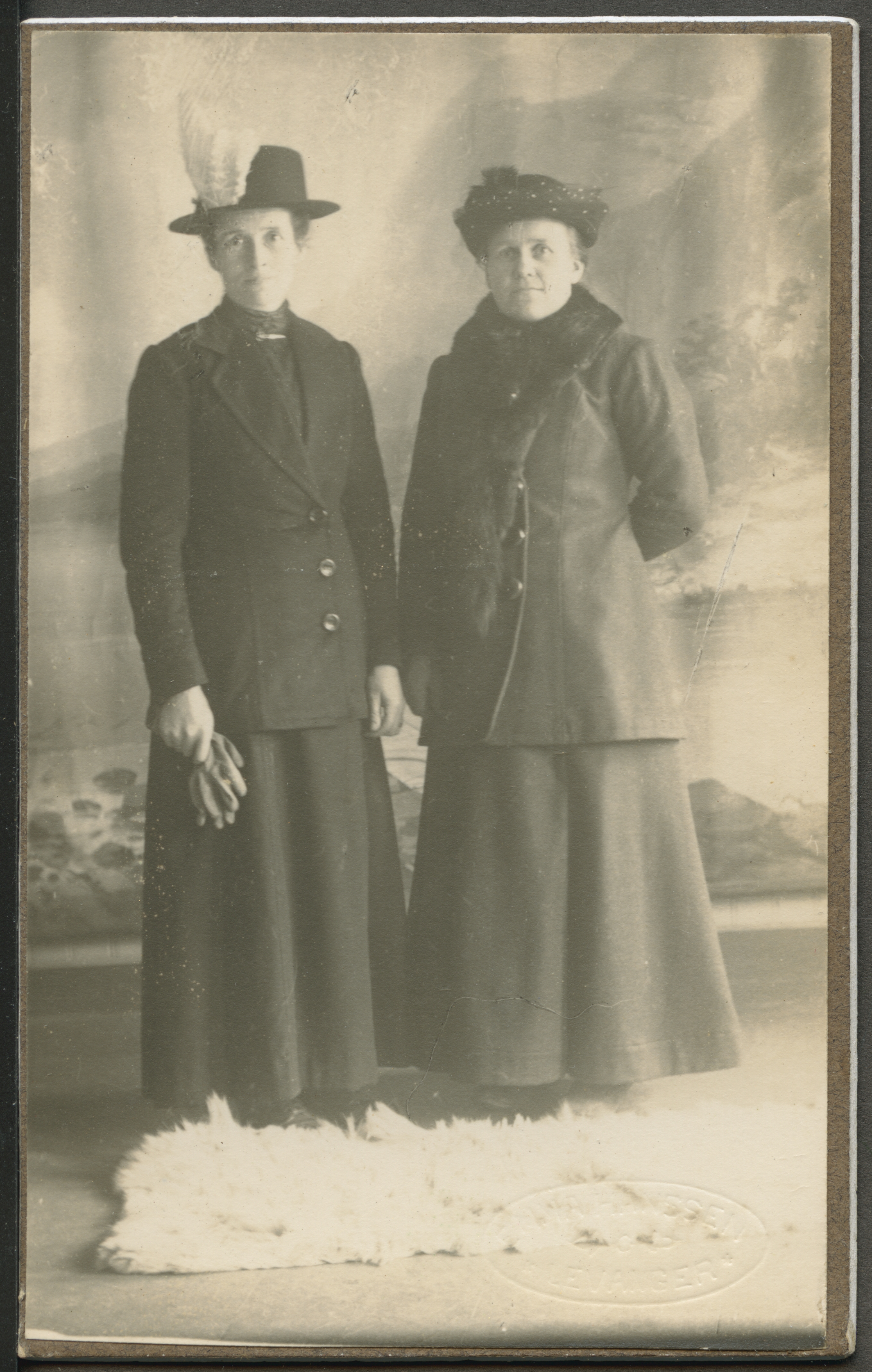
Kaja Faaren a Eline Leangen
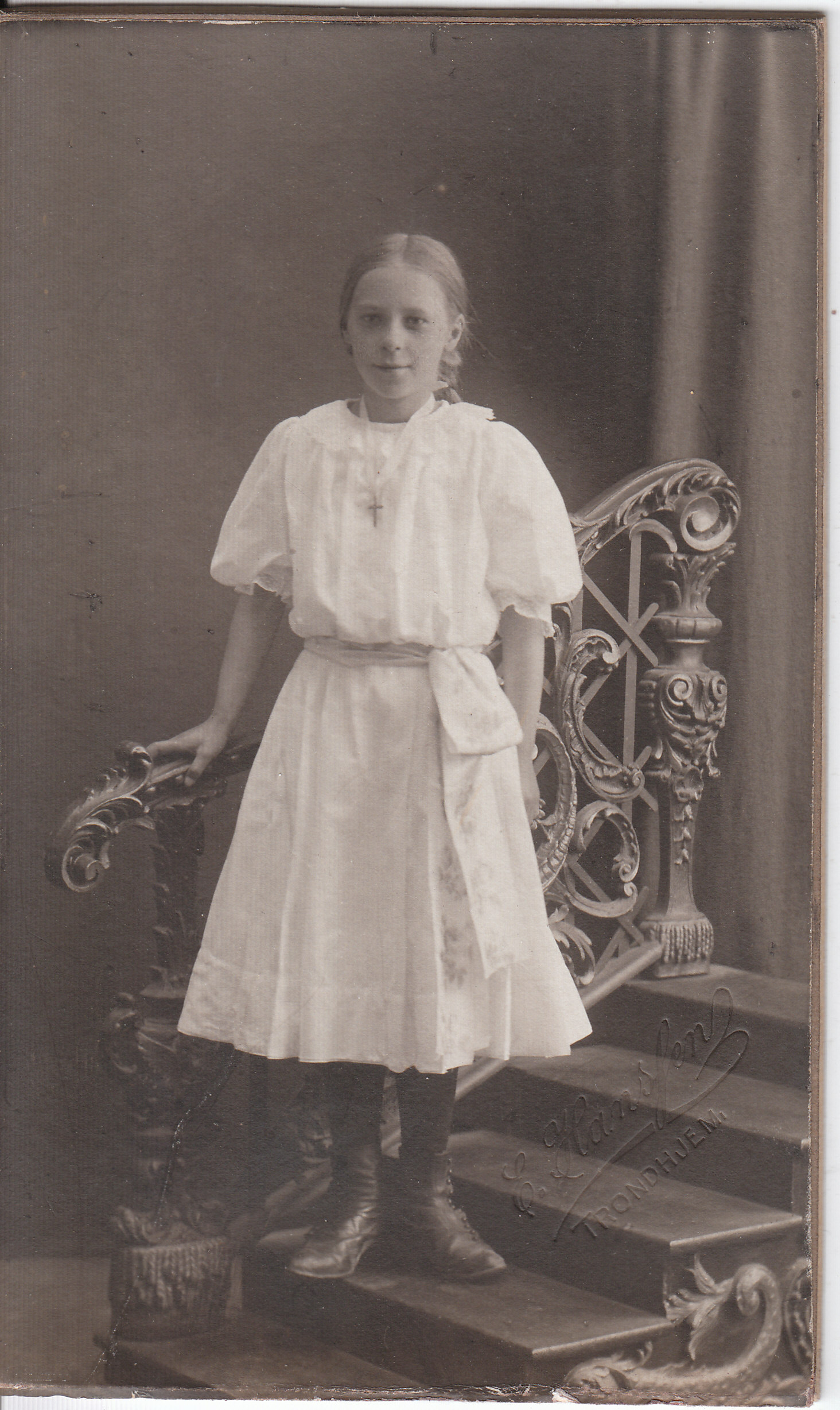
Margot Keysan, asi 1910
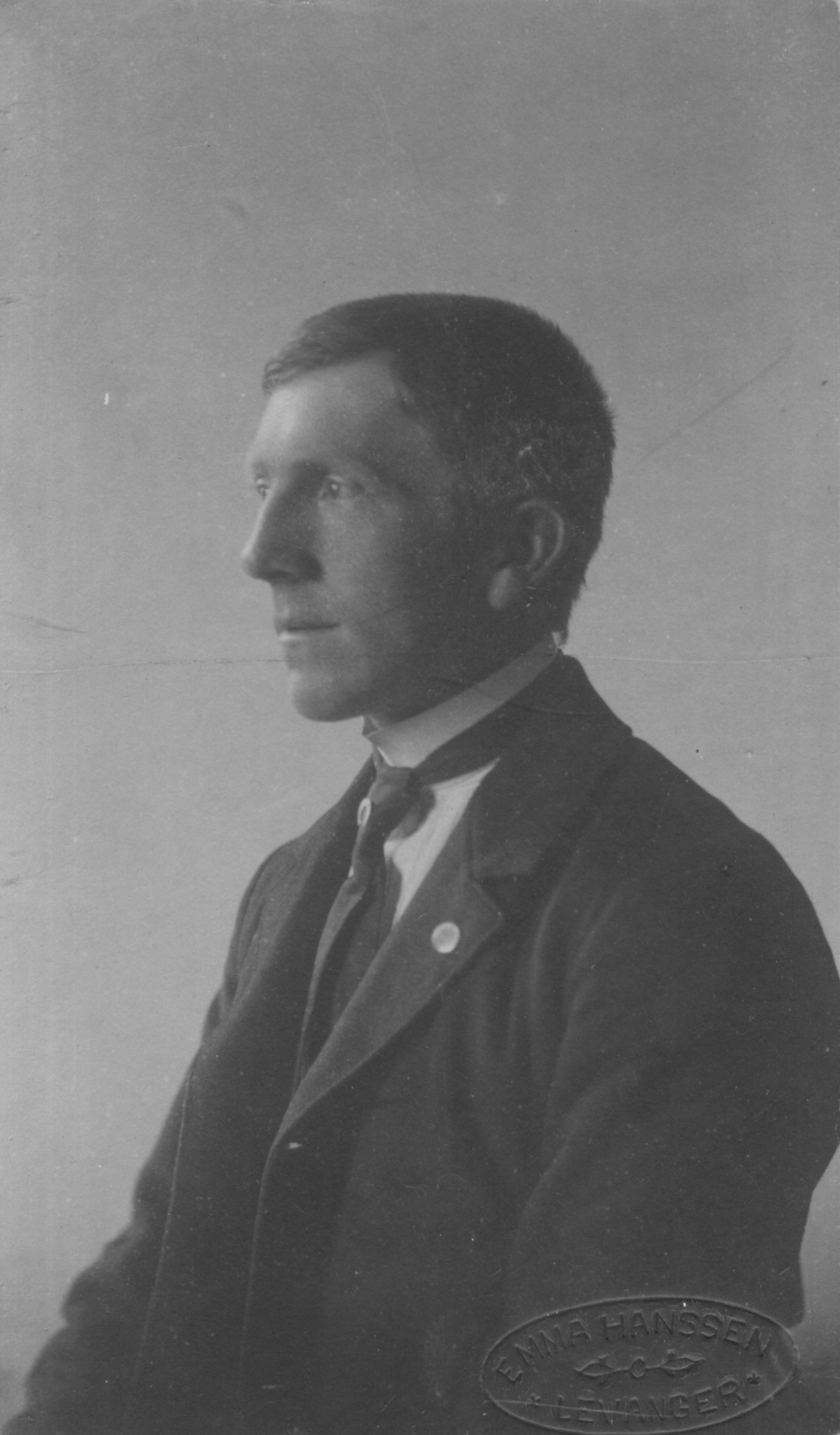
Ole Sannan
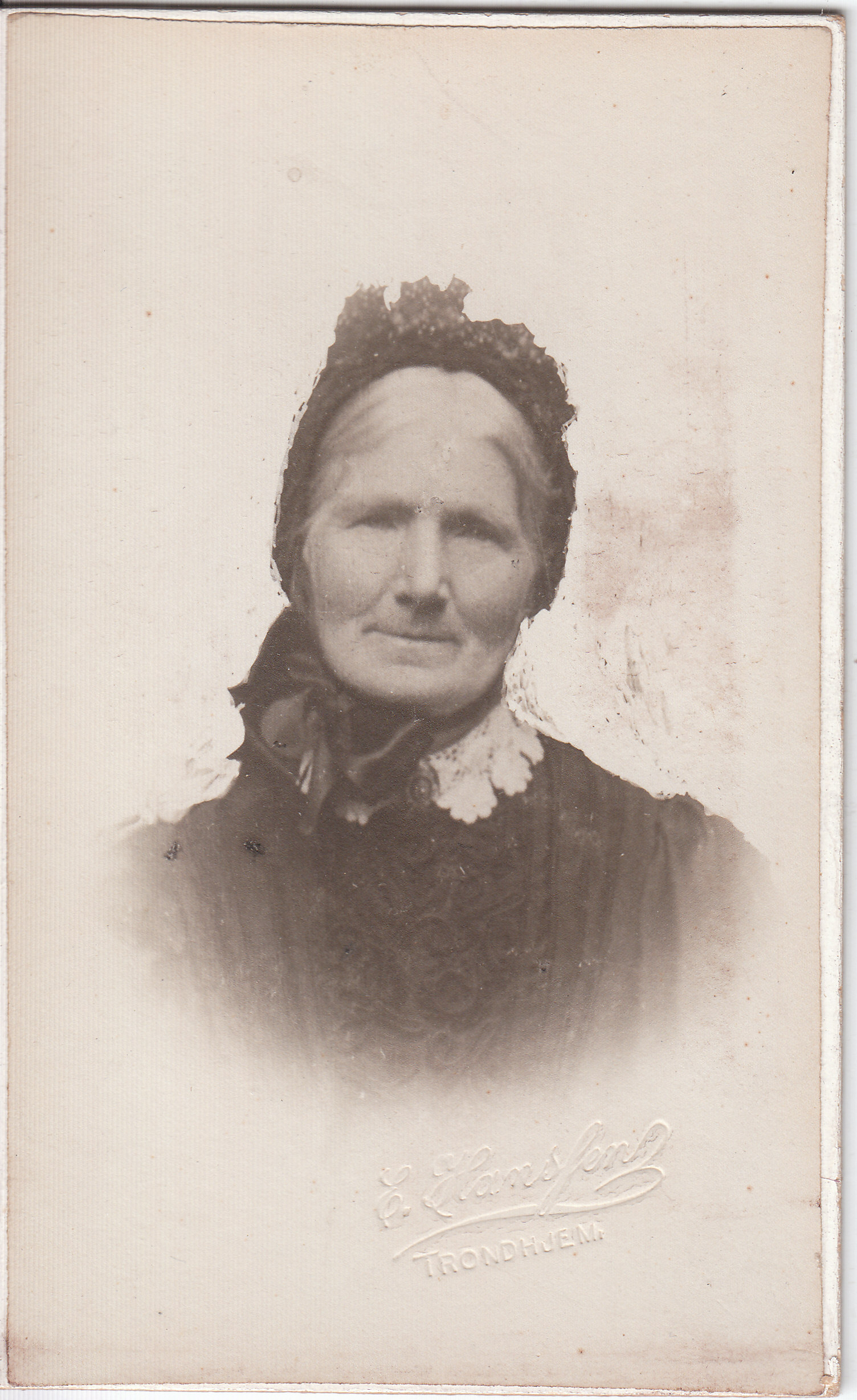
Petrine Olsen (1826-1896)
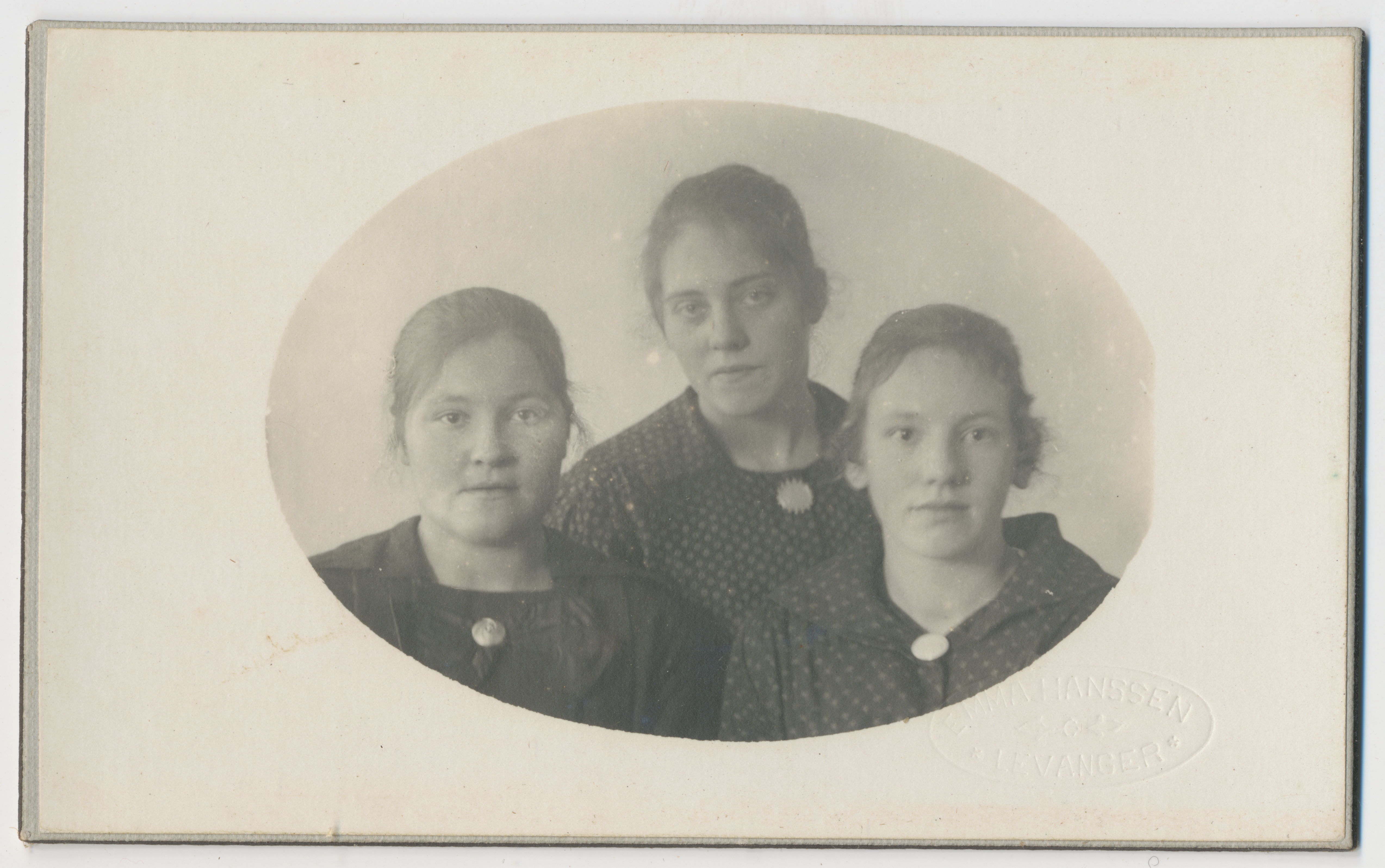
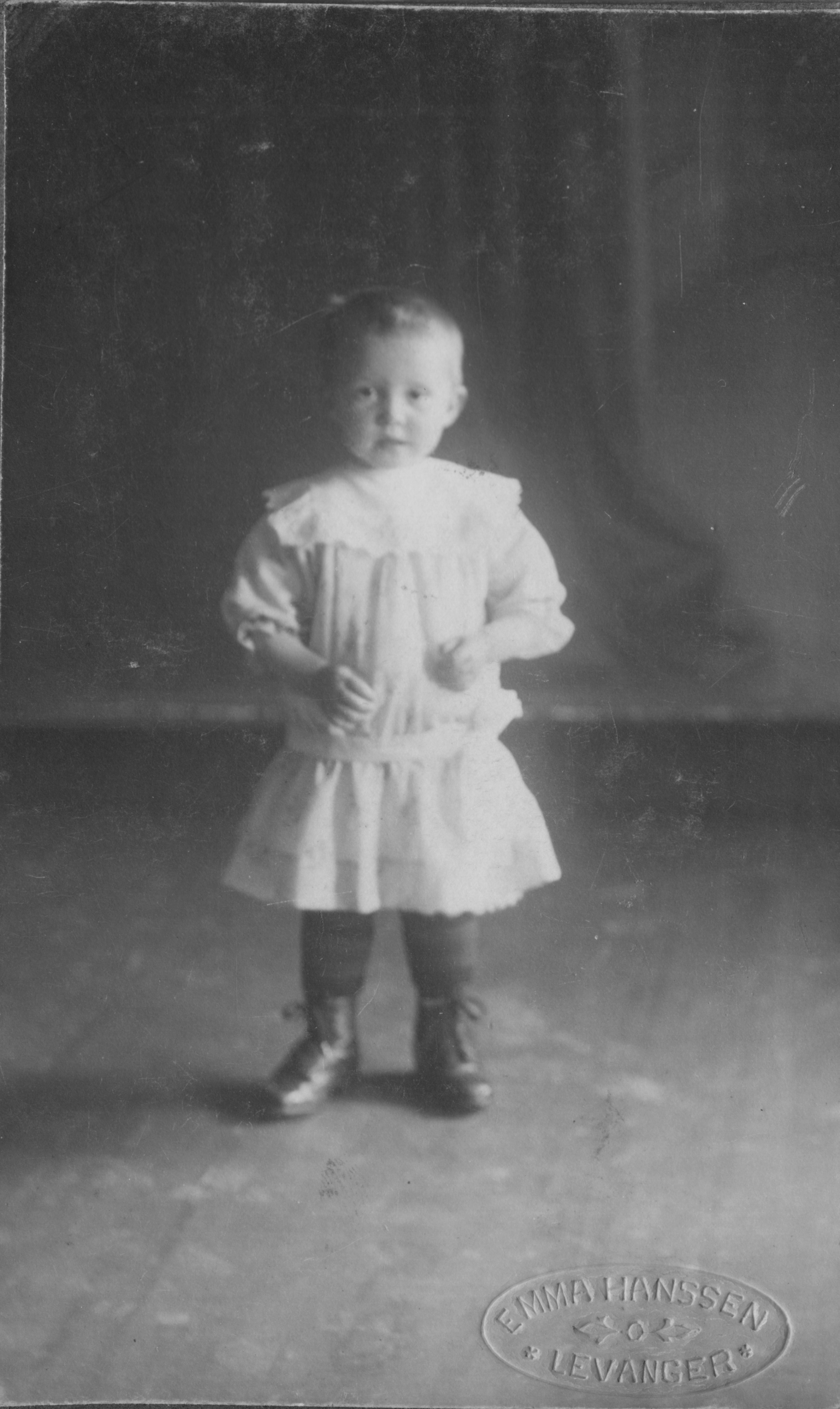
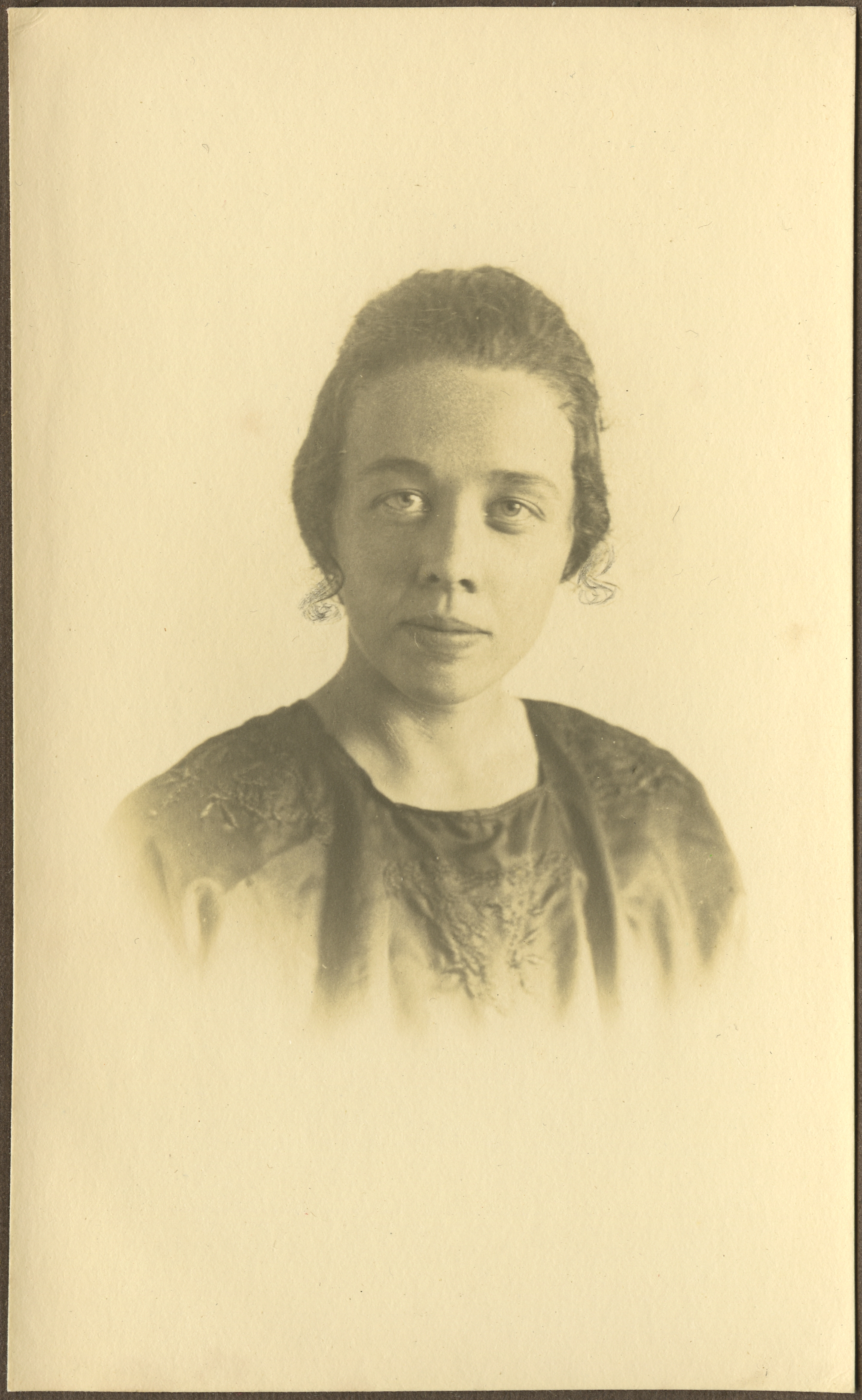
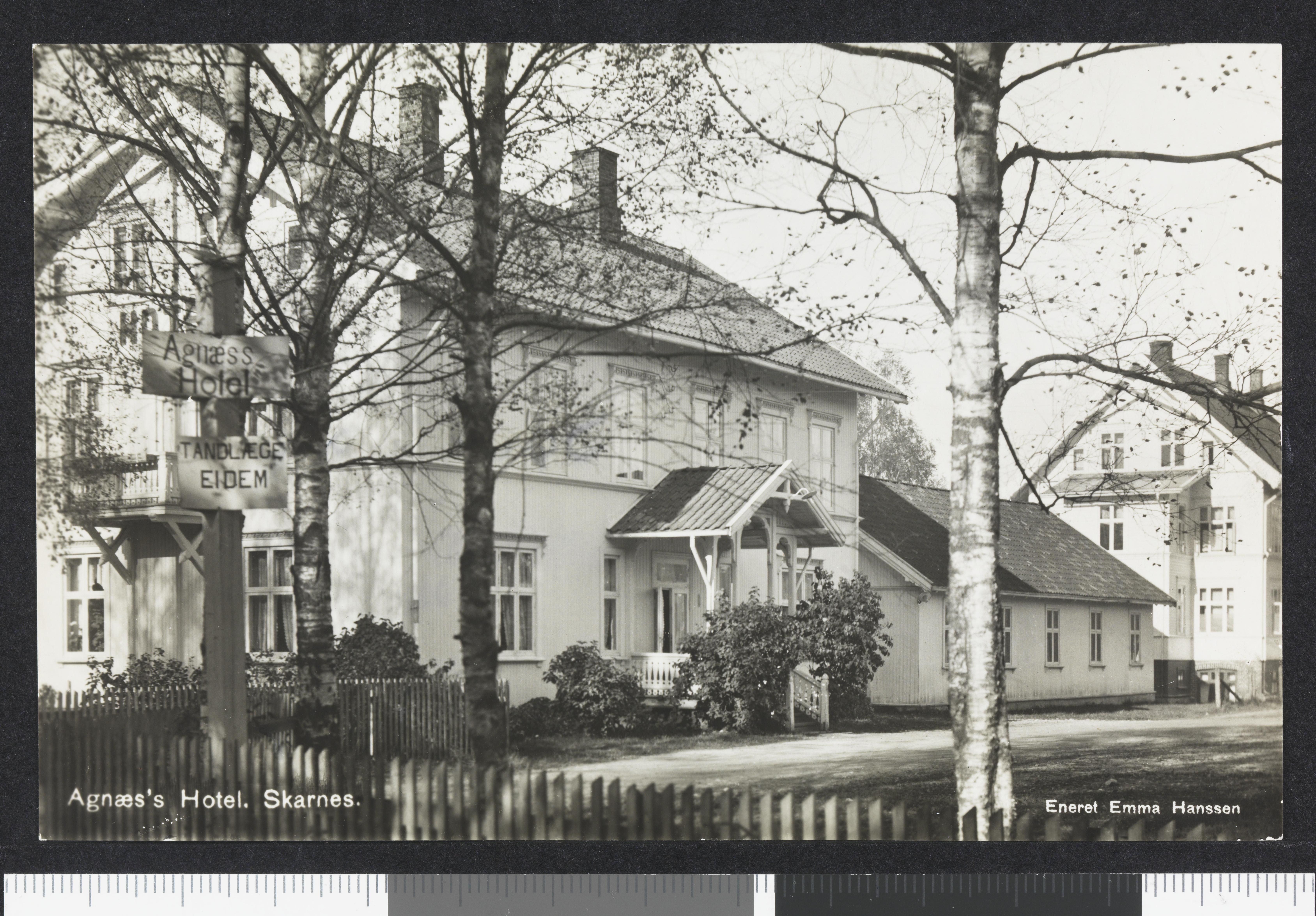
Snímek je převzat z obrazové sbírky Národní knihovny Skarnes, Sør-Odal, Hedmark, 1923–1930
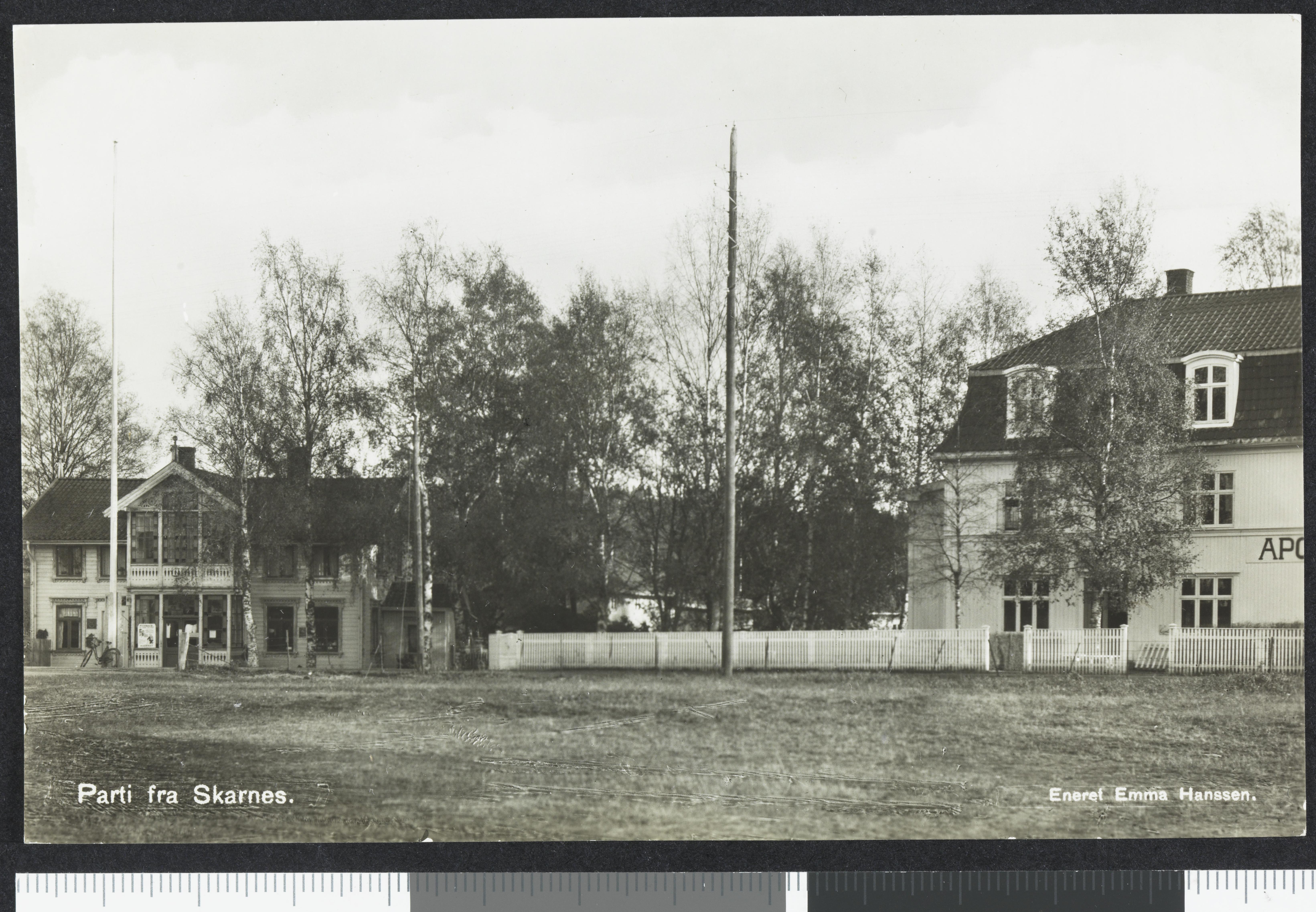
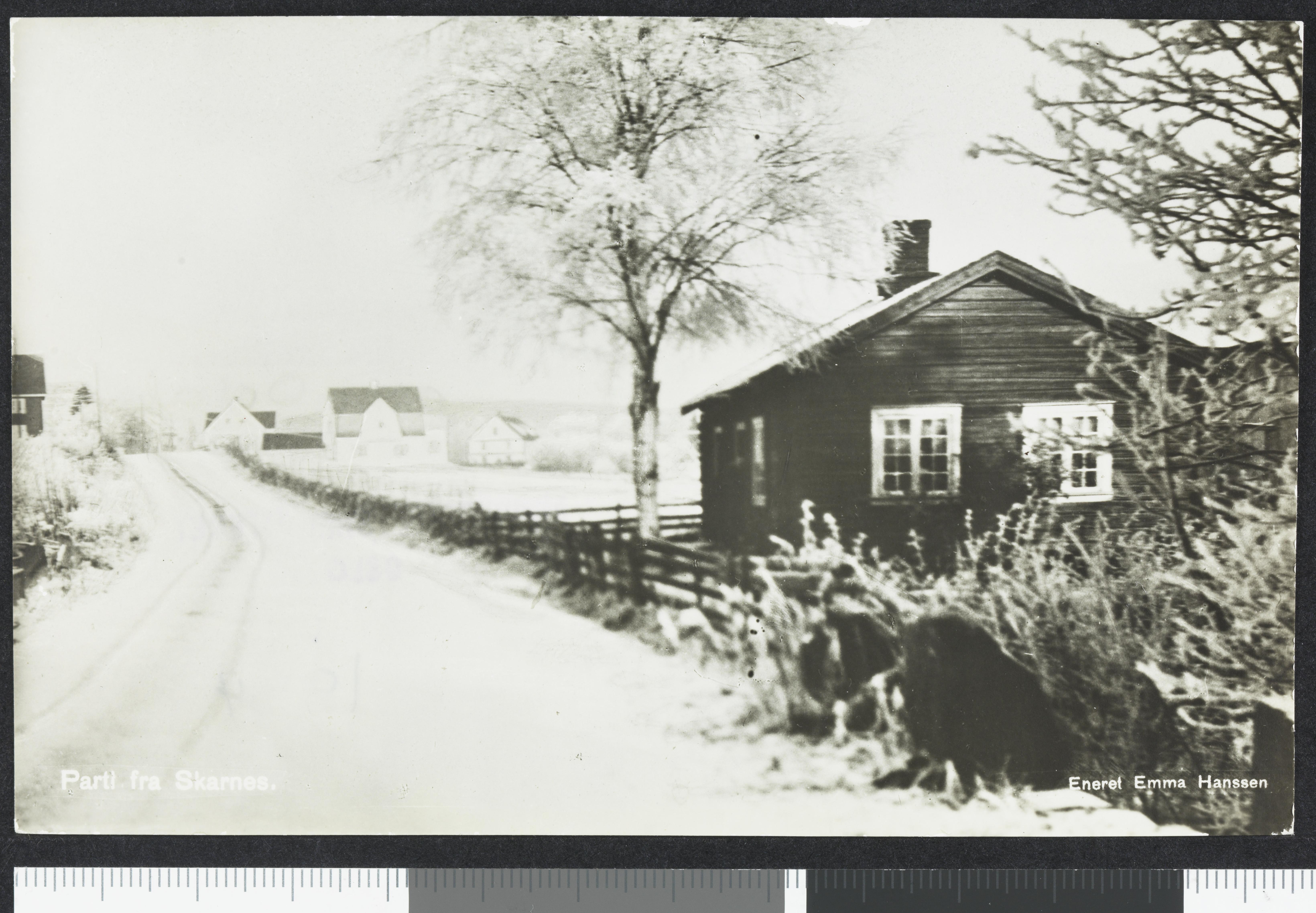